# Nesciothemis
Nesciothemis är ett släkte av trollsländor. Nesciothemis ingår i familjen segeltrollsländor.
Kladogram enligt Catalogue of Life: